# Bernard Landry
Bernard Landry (Saint-Jacques, 9 de março de 1937 -  6 novembro de 2018) foi um político canadense, advogado, professor e economista. Serviu, na condição de líder do PQ, como 28º primeiro-ministro do Quebec entre 2001 e 2003 após a renúncia de Lucien Bouchard. Foi líder da oposição na Assembleia Nacional de Quebec entre 2003 e 2005. Em 4 de junho de 2005 renunciou à liderança do Partido Quebequense após convenção do partido realizada em Quebec.

## Obras
- Quebec's Foreign Trade, 1982
- Preface of Price Waterhouse's Les 58 moyens d'exporter, 1985
- Commerce sans frontières : le sens du libre-échange, 1987
- Preface of Zeina El Tibi's La Francophonie et le dialogue des cultures, 2001
- La cause du Québec, 2002
- Le commerce international : une approche nord-américaine, 2008 (in collab. with Antoine Panet-Raymond and Denis Robichaud)

Artigos
- "La mondialisation rend la souveraineté plus nécessaire et urgente que jamais", in L'Action nationale, March 1999 (in, fr)
- "Pour l'indépendance politique et pétrolière", in Le Devoir, June 13, 2008 (in, fr)